# Hylaeus excelsus
Hylaeus excelsus là một loài Hymenoptera trong họ Colletidae. Loài này được Alfken mô tả khoa học năm 1931.